# シマヤ
株式会社シマヤ（英: SHIMAYA Co.,Ltd.）は、山口県周南市に本社を置く調味料メーカー。粉末だしの素などの製造・販売を主業務とする。

## 概要
1890年（明治23年）10月、現・周南市福川の地で嶋屋商店として創業。創業当時の業態は味噌醸造業で、1907年（明治40年）には醤油の生産にも着手した。
1950年（昭和25年）5月に株式会社に改組し、社名を株式会社シマヤ商店とする。1964年（昭和39年）、かつお節粉末とうま味調味料等を調合した粉末風味調味料「シマヤだしの素」を発売。これがロングセラーとなり、2014年（平成26年）には発売50周年を達成している。
1972年（昭和47年）、株式会社シマヤに社名変更する。
2007年（平成19年）1月、それまで社長を務めていた原田亮彦に替わって原田道太が社長に就任。そして同年4月、山口県ゆかりの素材を使用した味噌やポン酢醤油などを「ぶちうまいシリーズ」の名でブランド化した。このシリーズの商品は、基本的に山口県とその周辺エリア（鳥取県、島根県、広島県、福岡県の一部）のみで店頭販売されているが、東京都内にある山口県のアンテナショップでも購入可能である。また、シマヤ自らが運営していたオンラインショッピングサイト「ぶちうまいショップ」で購入することもできた。
2011年（平成23年）3月14日、マルちゃんブランドで知られる東洋水産と資本・業務提携を締結した。
コーポレート・スローガンは「やさしく、おいしく。」。企業マスコットキャラクターは、ゆるキャラグランプリ2013に山口県代表者の1人として出場したこともある「みそらちゃん」。

## 事業所
本社
山口県周南市都町1-57
生産本部
山口県周南市新地町7-1
商品開発部
山口県周南市新田2-9-1
大阪事業所（営業本部・大阪支店）
兵庫県尼崎市潮江1-20-1　アミング潮江イーストＡ２棟３０１
東京支店
東京都港区港南2-13-40 品川TSビル5階
名古屋支店
愛知県名古屋市名東区社台3-230 グランドビル5階
中四国支店
広島県広島市中区舟入町6-2 野原ビル5階
福岡支店
福岡県福岡市博多区博多駅東1-10-35 CLUB博多駅東オフィスビル301号
岡山営業所
岡山県岡山市北区今3-9-6 グロースIビル2F
山口営業所
山口県周南市福川3-8-31
沖縄営業所
沖縄県那覇市松山1丁目17番44号 八重洲第3ビル202号

## 商品カテゴリ
2021年12月時点におけるシマヤ公式サイトの「商品紹介」ページでの分類に基づく。
- だしの素
- だしパック
- つゆ
- みそ
- しょうゆ
- めん用調味料（うどんスープやそばつゆなど）
- 用途別調味料（おでんの素や浅漬けの素など）
- 雑炊
- 化学調味料無添加商品
- 減塩商品

## スポンサー活動
日本テレビ系列の番組ならびに朝日放送『世界一周双六ゲーム』の末期前前半筆頭スポンサーを、タケダに替わって全国ネット時から務めていた。同じくタケダが提供していた関西テレビ製作ドラマの提供経験はゼロである。
かつては山口県内以外のテレビ局でCMが流れていたが、現在では山口放送のテレビ・ラジオCMが中心である。ラジオでも一時期在京局や在阪局のラジオスポットで広告展開をしていたが、現在ではMBSラジオの『ありがとう浜村淳です土曜日です』でスポンサーを務めるのみである。
1970年代から長年にわたり、CMに長山藍子を起用していた。その他、1991年頃には羽田美智子、1997年頃には岩崎ひろみもCMに出演していた。また、山口県内などで限定販売されている味噌「ぶちうまい」のCMには、地元山口県出身の津田恒美（元広島東洋カープ投手）が出演していた。「津田君、どお？」のナレーションに対して津田が「ぶちうまい」と言う内容で、1990年頃まで放送されていた。なおシマヤの元社長で相談役の原田亮彦は、津田の出身校である山口県立南陽工業高等学校野球部の後援会長を務めていた。
シマヤは、吉本興業運営のうめだ花月にあった緞帳のスポンサーとしても知られた。なんばグランド花月にある緞帳は、シマヤだしの素のライバル商品であるほんだし製造元の味の素がスポンサーに付いている。

### 過去の提供番組
- 世界一周双六ゲーム（朝日放送製作・テレビ朝日系列） - 末期前半の筆頭スポンサー。提供参加してからの放送では、出場者にはシマヤだしの素などの詰め合わせ「調味料セット」が贈呈されていた。
- 桂三枝のにゅーすコロンブス（同上）
- 朝だ!生です旅サラダ (同上)
- たけしの万物創世紀（同上）
- TBS火曜9時枠の連続ドラマ（TBS系列、一時期）
- TBS木曜10時枠の連続ドラマ（同上）
- よみうりテレビ制作木曜9時枠連続ドラマ（日本テレビ系列、1994年頃）
- サンテレビボックスナイター（サンテレビ）